# Naturerlebnisroute (Westlausitz)
Die Naturerlebnisroute ist ein insgesamt 73 Kilometer langer Radwanderweg in Sachsen. Die Strecke wurde zusammen mit der Produkt-, der Kultur- sowie der überregionalen Röderradroute am Tag des offenen Denkmals 2014 eröffnet. Themen der Strecke sind vor allem Wälder, Berge und Seen.

## Strecke
Die Naturerlebnisroute beginnt in Arnsdorf und führt durch das Landschaftsschutzgebiet Massenei nach Frankenthal. Nach Bischofswerda passiert die Route den Butterberg und Rammenau. Die Strecke verläuft nach Rammenau als Ringweg. Es folgen der Steinberg, der Schleißberg und der Schwedenstein, die Route führt durch Bretnig-Hauswalde, Ohorn, Steina und Elstra zurück nach Rammenau. Butterberg, Steinberg und Schwedenstein gehören zu den höchsten Erhebungen der Westlausitz.

## Stationen der Route
Entlang der Naturerlebnisroute befinden sich die folgenden thematischen Stationen:
- Arnsdorf: Karswaldbad
- Massenei: Massenei-Bad, Walderlebniszentrum / Massenei-Lehrpfad
- Bischofswerda: Tier- und Kulturpark Bischofswerda, Freibad mit Gondelteich, Butterberg
- Rammenau: Fichtelehrpfad, Schaubienenstock, Rammenauer Holzweg
- Bretnig-Hauswalde: Steinberg, Naturbad Buschmühle
- Ohorn: Schleißberg
- Steina: Schwedenstein, Hausteinsee
- Elstra: „Längste Bank Sachsens“ Rehnsdorf
- Quelle der Schwarzen Elster
- Hochstein

### Galerie

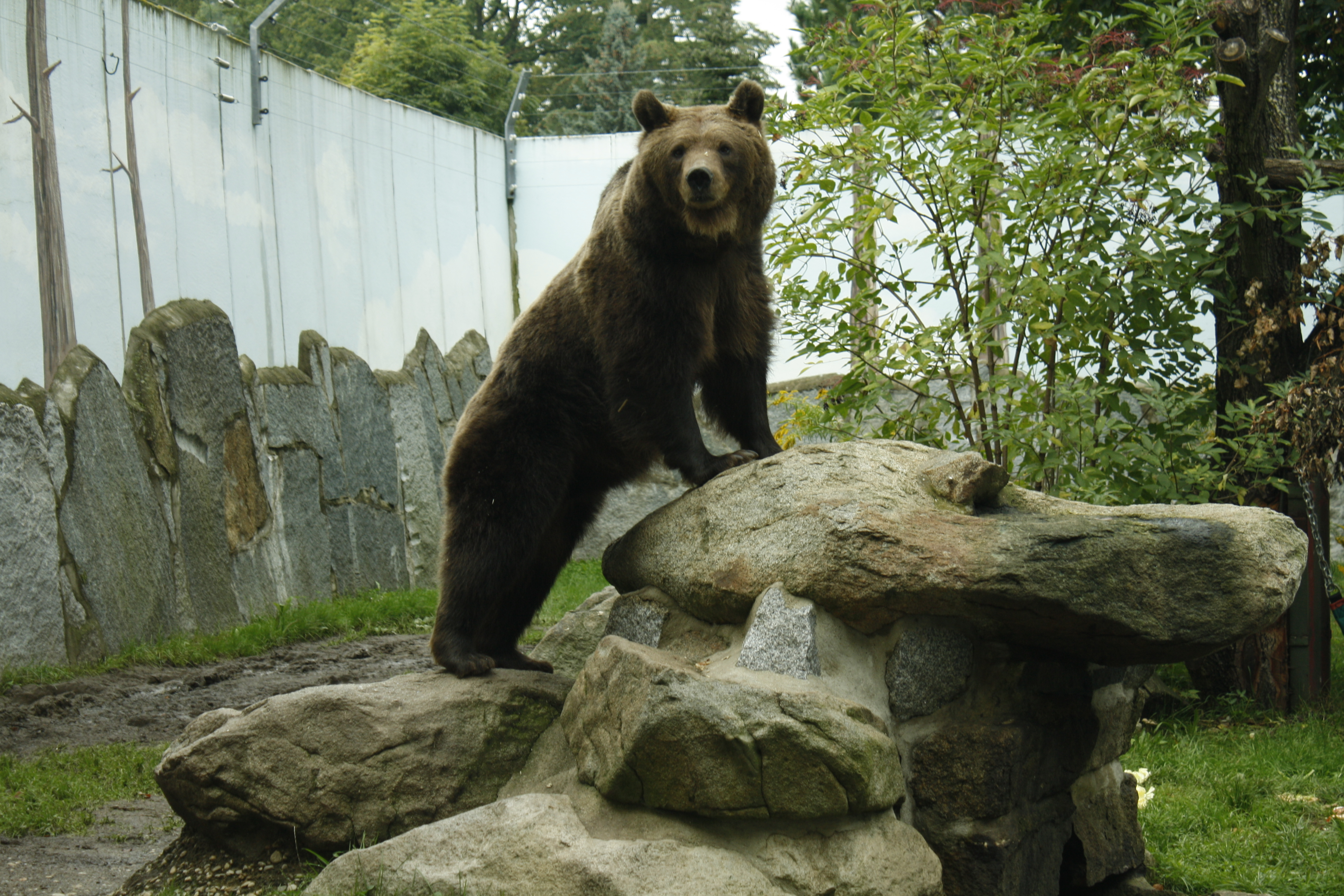
Bischofswerda
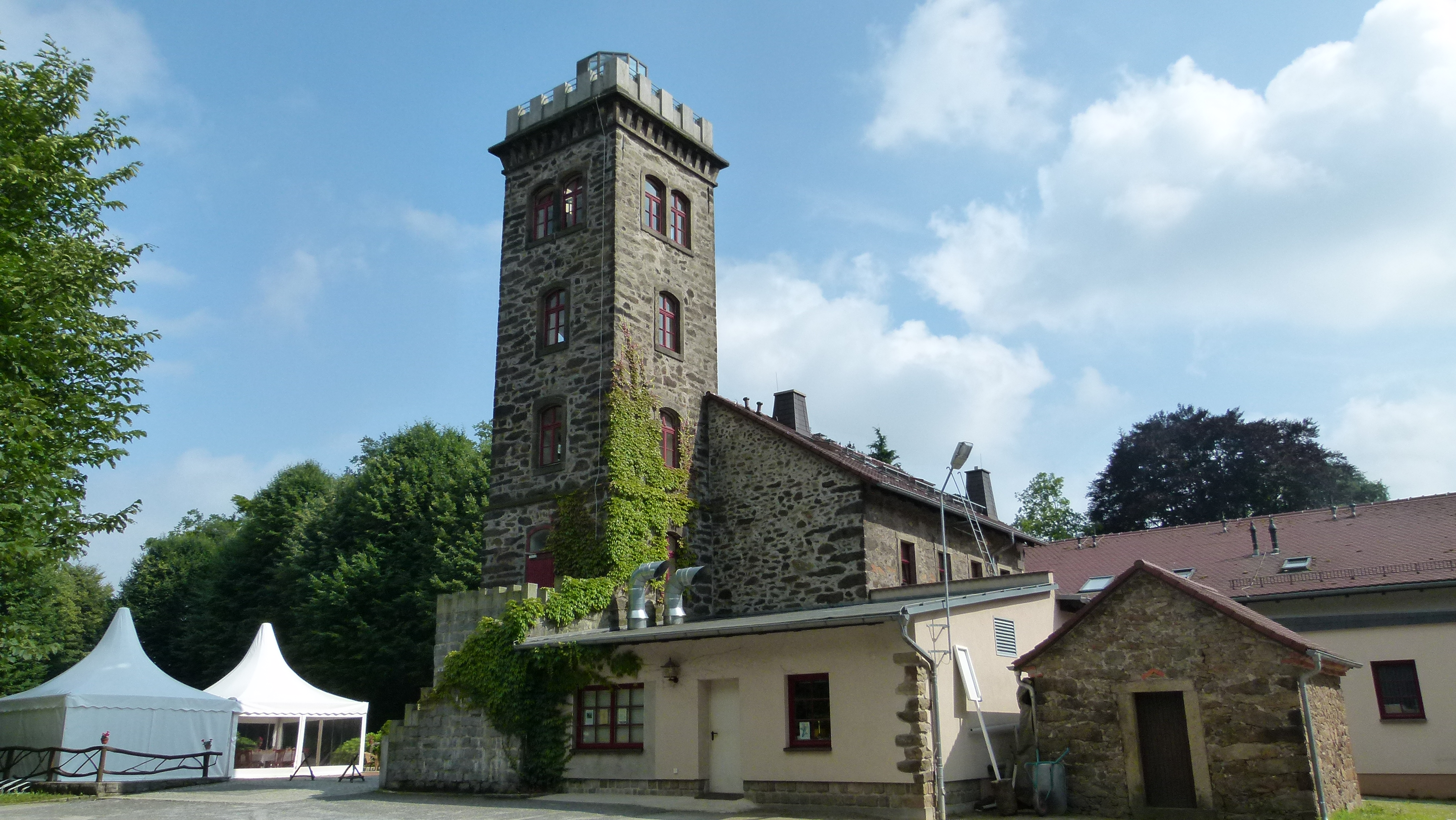
Butterberg
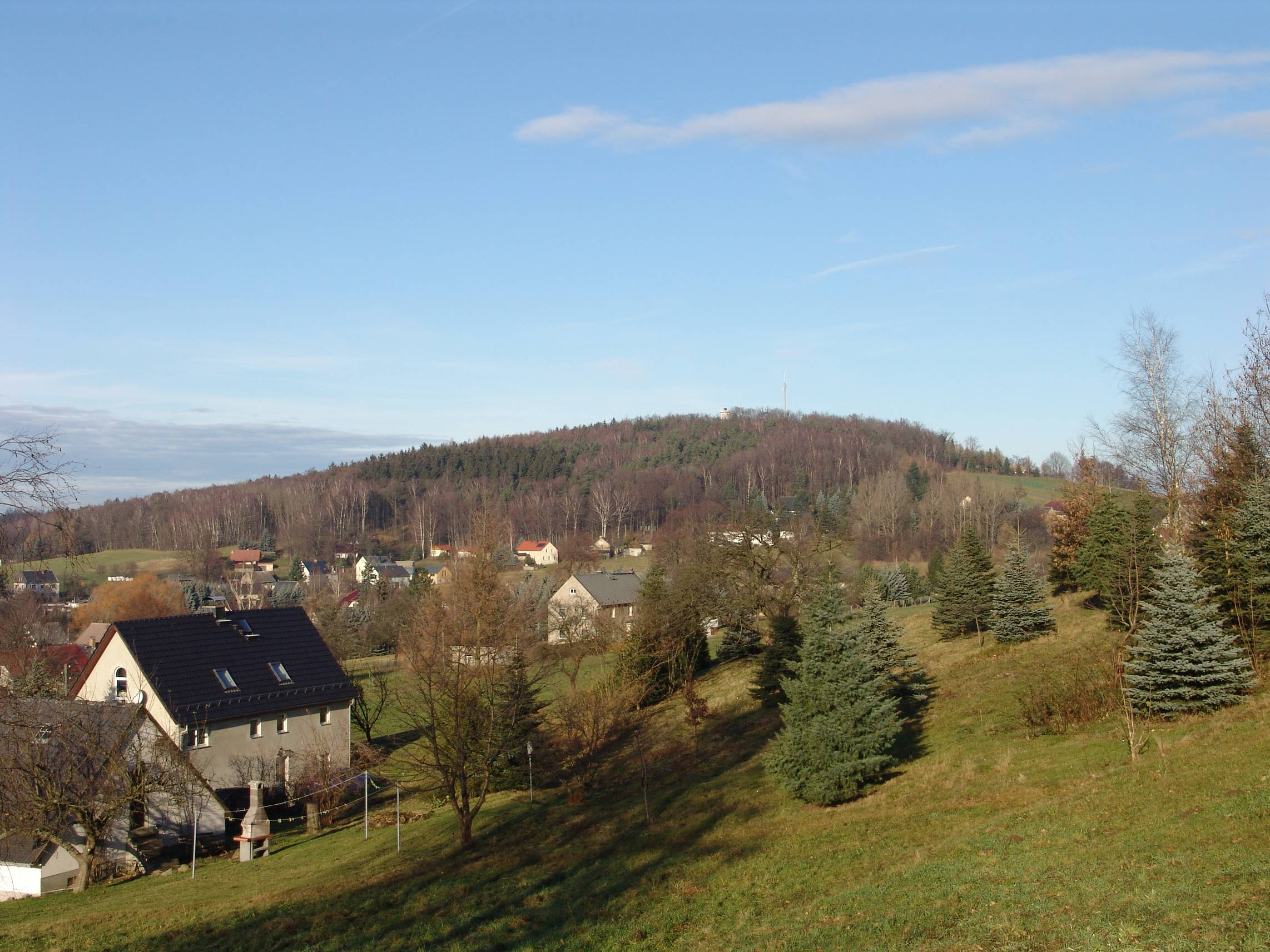
Schwedenstein
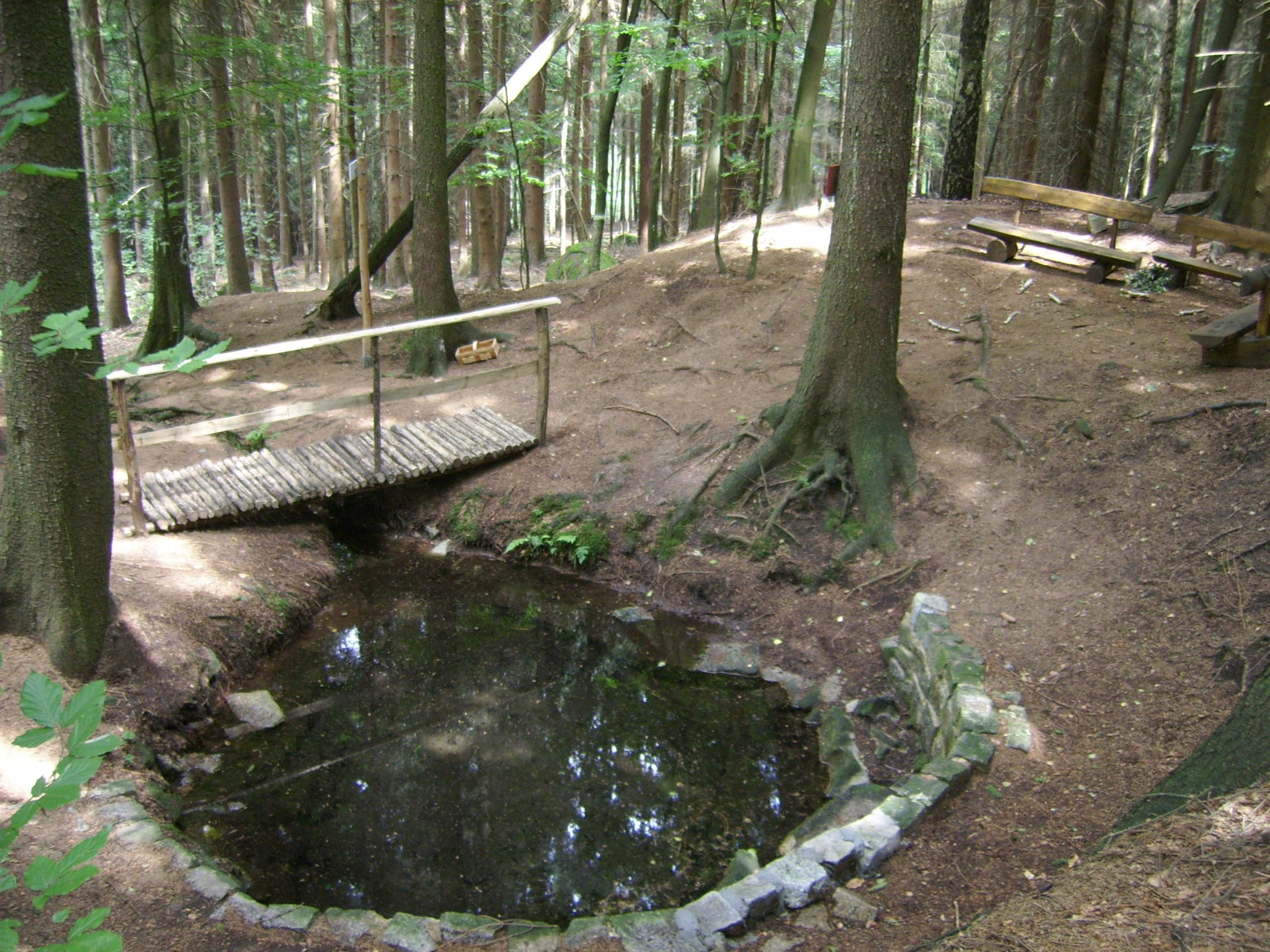
Elsterquelle
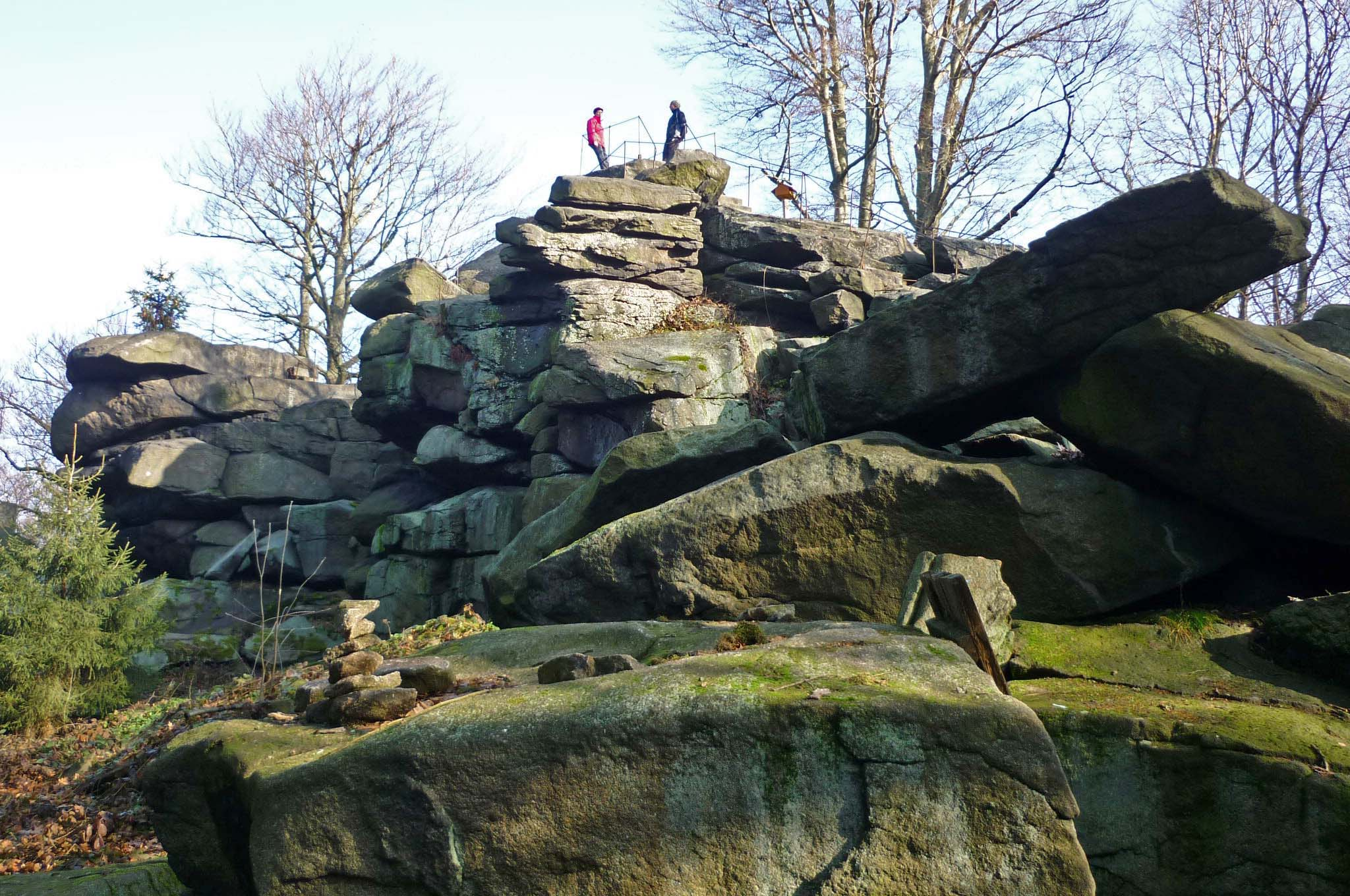
Hochstein